# Tupinambinae
Die Tupinambinae sind eine im nördlichen und zentralen Südamerika (östlich der Anden, südlich bis zum mittleren Argentinien) vorkommende Unterfamilie der Schienenechsen (Teiidae).

## Merkmale
Sie sind im Allgemeinen mittelgroße bis große Echsen, die in ihrem Äußeren an die altweltlichen Warane erinnern. Ihre Kopf-Rumpf-Länge reicht von 12 bis 17 cm (bei Callopistes maculatus) bis zu 25 oder gar 42 cm bei Tupinambis. Zu den charakteristischen Merkmalen der Unterfamilie gehört, das der vordere und mittlere (anteromediale) Rand des Supratemporalfensters vom Scheitelbein (Os parietale) gebildet wird, ein nicht ausgedehntes Os quadratum (Quadratbein) das nicht mit dem Flügelbein (Os pterygoideum) gelenkt, sowie eine Maxillare ohne nasale Apophyse. Der hinter dem Kiefergelenk liegende Abschnitt der Unterkiefers (retroarticular process) ist oberseits glatt.

## Lebensweise
Tupinambinae kommen in einem weiten Bereich von Lebensräumen vor, vom Amazonasregenwald bis zu trockenem Grasland. Sie leben terrestrisch (auf dem Erdboden) oder semiaquatisch (Krokodilteju). Ihre Nahrung besteht vor allem aus Wirbellosen und kleinen Wirbeltieren und deren Eiern sowie aus Früchten.

## Systematik
Zu den Tupinambinae gehören vier Gattungen mit elf Arten:
- Crocodilurus Spix, 1825
  - Crocodilurus amazonicus (Spix, 1825)
- Dracaena Daudin, 1802
  - Krokodilteju (Dracaena guianensis Daudin, 1802)
  - Dracaena paraguayensis Amaral 1950
- Salvator
  - Salvator duseni (Lönnberg, 1896)
  - Schwarzweißer Teju (Salvator merianae (Duméril & Bibron, 1839))
  - Roter Teju (Salvator rufescens (Günther, 1871))
- Tupinambis Daudin, 1803
  - Tupinambis longilineus Silva, Ribeiro & Ávila-Pires, 1995
  - Tupinambis matipu Avila-pires, 2018
  - Tupinambis palustris Manzani & Abe, 2002
  - Tupinambis quadrilineatus Manzani & Abe, 1997
  - Goldteju (Tupinambis teguixin (Linnaeus, 1758))

Die früher der Unterfamilie zugeordnete Gattung Callopistes wird heute in einer eigenen, monotypischen Unterfamilie gestellt.